# Macrotarsipus
Macrotarsipus is een geslacht van vlinders uit de familie wespvlinders (Sesiidae), onderfamilie Sesiinae.
Macrotarsipus is voor het eerst wetenschappelijk beschreven door Hampson in 1893. De typesoort is Macrotarsipus albipunctus.

## Soorten
Macrotarsipus omvat de volgende soorten:
- Macrotarsipus africanus (Beutenmüller, 1899)
- Macrotarsipus albipunctus Hampson, 1893
- Macrotarsipus lioscelis Meyrick, 1935
- Macrotarsipus microthyris Hampson, 1919
- Macrotarsipus similis Arita & Gorbunov, 1995